# Paradelphomyia (Oxyrhiza) reducta
Paradelphomyia (Oxyrhiza) reducta is een tweevleugelige uit de familie steltmuggen (Limoniidae). De soort komt voor in het Palearctisch gebied.